# Batalla de India Muerta (1816)
La Batalla de India Muerta (en portugués: Batalha de Índia-Muerta) fue un combate en el marco de la Invasión luso-brasileña a la provincia oriental donde Fructuoso Rivera fue derrotado ante las tropas portuguesas al mando del mariscal Pinto de Araujo acaecida el 18 de noviembre de 1816 a orillas del arroyo India Muerta, actual departamento de Rocha. Mientras ya se iniciaban operaciones militares en el Norte del actual territorio de la Banda Oriental, en el Sur la invasión luso-brasileña dirigida por el propio Carlos Federico Lecor recién comenzaba. Los invasores superiores en número (2.000 soldados contra 1.500) y mucho mejor armados, lograron una victoria total y los artiguistas tuvieron 300 bajas entre muertos y heridos.

## Antecedentes
En el frente militar mientras así fracasaba la acción oriental en el Norte, la invasión continuaba por el litoral atlántico. Luego de que la vanguardia de Lecor invadiera por el Este de la Banda Oriental, ocupando la Fortaleza de Santa Teresa, establece su Cuartel General en dicho sitio el Comandante portugués de la vanguardia Pinto de Araújo Correa. El jefe portugués continua luego su progresión llegando a la ciudad de Castillos el 5 de septiembre.
Rivera desde su posición en Maldonado, al enterarse del avance portugués, marcha hacia el Este de la Banda Oriental, protegido por pequeñas cubiertas que tienen su primero contacto con el enemigo y posteriormente es derrotado en la escaramuza del Paso de Chafalote.
La vanguardia portuguesa continúa su progresión hacia el Oeste, en tanto Fructuoso Rivera observa paso a paso sus movimientos esperando el momento oportuno para atacarlo, tratando de alcanzar los últimos elementos de la vanguardia enemiga.

## Transcurso de la Batalla
Para engañar a los portugueses, Rivera destaca en la noche del 18 de noviembre dos partidas que hacen demostraciones al norte y al este de la vanguardia portuguesa. Facilitando su despliegue mediante esta estratagema lanza el ataque disponiendo la Caballería en las alas y la Infantería en el centro. Su maniobra envolvente fracasa al verse detenida el ala izquierda oriental por una compañía de Cazadores. Empeñadas las alas en acciones parciales permiten a la caballería portuguesa reorganizarse, dejando sin apoyo a la infantería oriental, la que es atacada y desorganizada. A este suceso le sigue el desmoronamiento total de la línea.

## Consecuencias
La Batalla de India Muerta, representó la derrota de las mejores tropas que se encontraban en el Sur de la Banda Oriental, sin que los orientales pudieran ofrecer otra resistencia poderosa contra el avance portugués sobre Montevideo. Luego de la batalla los portugueses continúan su avance, hacia la capital de la Banda Oriental, Montevideo, tomándola en 1817.